# Mofos
Mofos — канадская порнографическая киностудия, специализирующаяся на реалити-порнографии. Mofos Network является одной из крупнейших сетей в составе MindGeek.

## Описание
Сайт Mofos.com был создан в 2008 году компанией Brazzers. Цель создания заключалась в съёмке видео с более простыми сюжетными линиями, в отличие от видео Brazzers. В марте 2010 года Mofos, Brazzers и несколько других сайтов были приобретены компанией Manwin. В октябре 2013 года Manwin была переименована в MindGeek. Mofos занимает пятнадцатое место по популярности в сети порносайтов MindGeek. Дистрибуцией фильмов, как и фильмов других студий в составе MindGeek, занимается Pulse Distribution.

## Статистика
По данным Alexa Internet на апрель 2019 года, сайт Mofos.com имеет глобальный рейтинг 15 212.

## Дочерние сайты
В сети Mofos Network в настоящее время работает двадцать сайтов, включая сайты пяти сериалов. Каждый сайт следует различным темам и сюжетным линиям в пределах жанра реалити-порнографии. Темы могут включать в себя: межрасовую порнографию, публичный секс, тинейджеров, достигших совершеннолетия, зрелых женщин и так далее. Каждый сайт имеет легко определяемое тематическое название.
Некоторые примеры:
- I Know That Girl
- Latina Sex Tapes
- Lets Try Anal
- Public Pickups
- Pervs On Patrol
- She’s A Freak

## Награды и номинации
| Год  | Награда    | Результат | Категория                            |
| ---- | ---------- | --------- | ------------------------------------ |
| 2011 | YNOT Award | Победа    | Лучший мобильный сайт года           |
| 2013 | AVN Award  | Номинация | Лучший веб-сайт с членской подпиской |
| 2015 | AVN Award  | Номинация | Лучший веб-сайт с членской подпиской |